# Tetropium morishimaorum
Tetropium morishimaorum là một loài bọ cánh cứng trong họ Cerambycidae.